# Feudal Lords
Feudal Lords est un jeu vidéo de stratégie au tour par tour publié par Impressions Games en 1990 sur IBM PC, Amiga et Atari ST. Le jeu se déroule au Moyen Âge dans le royaume fictif d’Euthrania. Celui-ci est divisé en plusieurs territoires, contrôlés par les différents joueurs, l’objectif étant de tous les conquérir. Au début d’une partie, chaque joueur contrôle un territoire. Il peut ensuite lever une armée qu’il peut utiliser pour en conquérir de nouveaux. Il doit pour cela gérer l’économie de son territoire et exploiter les paysans qui y habitent ,.

## Système de jeu
Feudal Lords est un jeu de stratégie au tour par tour qui se déroule au Moyen Âge et dans lequel le joueur incarne un roi avide de conquêtes. Quatre participants, qui peuvent chacun être contrôlé par un joueur ou par l’ordinateur, s’y affronte pour le contrôle du royaume fictif d’Euthrania et pour gagner les faveurs d’une princesse. Au début d’une partie, chaque joueur contrôle un territoire. En levant des armées, qu’ils doivent équiper et payer, ils peuvent envahir les territoires voisins et, si celles-ci sont suffisamment puissante, les conquérir,. Pour créer une armée, différents types de troupes sont disponibles, chacune avec leurs points forts et leur points faibles. Si les chevaliers sont les unités les plus puissantes sur un champ de bataille, les archers peuvent ainsi se révéler plus efficace lors d’un siège. Outre l’aspect militaire, les joueurs doivent également gérer la population et l’économie de leurs territoires, afin notamment de collecter les taxes qui leur permettent de financer leurs campagnes militaires. Pour maximiser leurs revenus, ils doivent s’assurer d’être populaire afin que leur population augmente. Ils peuvent pour cela  construire des marchés, des ateliers d’artisanats, des églises et des châteaux et faire du commerce de fer, de vins et de céréales.  Sur le plan diplomatique, les joueurs peuvent nouer des alliances avec leurs concurrents mais aussi fomenter une révolte dans leurs territoires ou engager un assassin pour les éliminer. 

## Développement
Feudal Lords est conçu et programmé par Jacek Bochenski. Celui-ci se lance dans son développement après avoir joué à Joan of Arc d’US Gold et à Defender of the Crown de Cinemaware, avec pour objectif de créer un jeu avec un peu plus de profondeur stratégique. Au total, trois années de travail lui sont nécessaires pour développer et finaliser le jeu. Celui-ci est finalement publié par Impressions Games en 1990 sur IBM PC, Amiga et Atari ST.

## Accueil
| Feudal Lords |      |       |
| Média        | Pays | Notes |
| CU Amiga     | RU   | 47 %  |
| Zzap!64      | RU   | 44 %  |

À sa sortie, Feudal Lords fait l’objet d’une critique plutôt positive du journaliste du magazine Amiga Computing qui salue d’abord ses graphismes, qu’il juge « impeccable et clair » et qui, d’après lui, « offrent un cadre parfait pour merveilleux ce jeu de stratégie ». Il note en revanche que ses effets sonores n’ont « rien de remarquable » et n’est pas entièrement convaincu par son gameplay. S’il explique que le jeu offre un nouveau défi aux fans de stratégie, il estime en effet que les joueurs confirmé peuvent lui reprocher son manque de profondeur et conclut donc qu’il est plutôt destiné aux joueurs débutants. Le journaliste John Mather du magazine CU Amiga est encore plus critique. Il juge en effet les éléments stratégique du jeu sont « trop basiques » pour lui permettre de se mesurer à des jeux comme Defender of the Crown ou Kingdoms of England. Pour lui, le jeu n’offre notamment « pas suffisamment de possibilité » pour maintenir le joueur occupé et intéressé. Il critique également sa réalisation en ajoutant que le programme est « trop lent », la longueur d’un tour pouvant se révèler frustrante, et qu’il est desservi par « une interface confuse et peu convivale », par des « graphismes assez pauvres » et par une musique d’introduction irritante. Globalement, il juge que le jeu est trop lent et ni assez sophistiqué, ni assez inspiré, pour que le résultat soit convaincant. Le journaliste de Zzap!64 fait un constat similaire en expliquant notamment qu’en termes de gameplay, « le jeu ne tient pas ses promesses », à cause notamment d’un concept assez pauvre qui se focalise trop sur les combats. Il critique en particulier l’intelligence artificielle du jeu qui, d’après lui, se révèle d’un côté trop prévisible et de l’autre trop déloyal lors des parties en solo. Il n’est pas non plus convaincu par son système de combat qui manque selon lui de réalisme et d’équilibre. Il note enfin que le manuel peu lui aussi être critiqué du fait d’un certain manque d’explication sur les différentes fonctionnalités du jeu.